# Liste der AMD-Athlon-64-X2-Prozessoren
Der AMD Athlon 64 X2 ist ein Mikroprozessor für Computer. Er ist Mitglied der K9-Generation und ist die Doppelkern-Version des AMD Athlon 64.

## Manchester
- Doppelkernprozessor
- Revision: E4
- L1-Cache: je Kern 64 + 64 kB (Daten + Instruktionen)
- L2-Cache: je Kern 512 kB mit Prozessortakt
- Alle Modelle unterstützen MMX, Extended 3DNow!, SSE, SSE2, SSE3, NX-Bit, AMD64 und Cool’n’Quiet.
- Fertigungstechnik: 90 nm (SOI)
- Die-Größe: 147 mm² bei 154,0 Millionen Transistoren

| Modellnummer | Revision | Frequenz | L2-Cache  | HT      | Multi | Vcore       | TDP       | Sockel | Einführungsdatum | Teilenummer   |
| ------------ | -------- | -------- | --------- | ------- | ----- | ----------- | --------- | ------ | ---------------- | ------------- |
| 3600+        | E4       | 2,0 GHz  | 2× 256 kB | 1,0 GHz | 10×   | 1,35–1,40 V | 89, 110 W | 939    |                  | ADA3600DAA4BV |
| 3800+        | E4       | 2,0 GHz  | 2× 512 kB | 1,0 GHz | 10×   | 1,35–1,40 V | 89 W      | 939    | 1. August 2005   | ADA3800DAA5BV |
| 4200+        | E4       | 2,2 GHz  | 2× 512 kB | 1,0 GHz | 11×   | 1,35–1,40 V | 89 W      | 939    | 31. Mai 2005     | ADA4200DAA5BV |
| 4600+        | E4       | 2,4 GHz  | 2× 512 kB | 1,0 GHz | 12×   | 1,35–1,40 V | 110 W     | 939    | 31. Mai 2005     | ADA4600DAA5BV |

## Toledo
- Doppelkernprozessor
- Revision: E6
- L1-Cache: je Kern 64 + 64 KiB (Daten + Instruktionen)
- L2-Cache: je Kern 512 oder 1024 KiB mit Prozessortakt
- Alle Modelle unterstützen MMX, Extended 3DNow!, SSE, SSE2, SSE3, NX-Bit, AMD64 und Cool’n’Quiet.
- Fertigungstechnik: 90 nm (SOI)
- Die-Größe: 199 mm² bei 233,2 Millionen Transistoren

| Modellnummer | Revision | Frequenz | L2-Cache   | HT      | Multi | Vcore       | TDP   | Sockel | Einführungsdatum | Teilenummer   |
| ------------ | -------- | -------- | ---------- | ------- | ----- | ----------- | ----- | ------ | ---------------- | ------------- |
| 3800+        | E6       | 2,0 GHz  | 2× 512 kB  | 1,0 GHz | 10×   | 1,30–1,35 V | 89 W  | 939    | 1. August 2005   | ADA3800DAA5CD |
| 4200+        | E6       | 2,2 GHz  | 2× 512 kB  | 1,0 GHz | 11×   | 1,30–1,35 V | 89 W  | 939    | 31. Mai 2005     | ADA4200DAA5CD |
| 4400+        | E6       | 2,2 GHz  | 2× 1024 kB | 1,0 GHz | 11×   | 1,30–1,35 V | 110 W | 939    | 31. Mai 2005     | ADA4400DAA6CD |
| 4400+        | E6       | 2,2 GHz  | 2× 1024 kB | 1,0 GHz | 11×   | 1,30–1,35 V | 89 W  | 939    |                  | ADV4400DAA6CD |
| 4600+        | E6       | 2,4 GHz  | 2× 512 kB  | 1,0 GHz | 12×   | 1,30–1,35 V | 110 W | 939    | 31. Mai 2005     | ADA4600DAA5CD |
| 4800+        | E6       | 2,4 GHz  | 2× 1024 kB | 1,0 GHz | 12×   | 1,30–1,35 V | 110 W | 939    | 31. Mai 2005     | ADA4800DAA6CD |

## Windsor
- Doppelkernprozessor
- Revision: F2, F3
- L1-Cache: je Kern 64 + 64 kB (Daten + Instruktionen)
- L2-Cache: je Kern 512 oder 1024 kB mit Prozessortakt
- Alle Modelle unterstützen MMX, Extended 3DNow!, SSE, SSE2, SSE3, NX-Bit, AMD64, Cool’n’Quiet und AMD-V.
- Fertigungstechnik: 90 nm (SOI)
- Die-Größe:
  - Teilenummer (OPN) endet mit CU (512 kB L2-Cache physisch vorhanden): 183 mm² bei 153,8 Millionen Transistoren
  - Teilenummer (OPN) endet mit CS, CZ (1024 kB L2-Cache physisch vorhanden): 230 mm² bei 227,4 Millionen Transistoren

| Modellnummer        | Revision | Frequenz | L2-Cache   | HT      | Multi | Vcore       | TDP   | Sockel | Einführungsdatum  | Teilenummer                 |
| ------------------- | -------- | -------- | ---------- | ------- | ----- | ----------- | ----- | ------ | ----------------- | --------------------------- |
| 3400+ (embedded)    | F2       | 1,8 GHz  | 2× 512 kB  | 1,0 GHz | 9×    | ? V         | 35 W  | AM2    |                   | ADD3400IAA5CUE              |
| 3600+ EE            | F2       | 2,0 GHz  | 2× 256 kB  | 1,0 GHz | 10×   | 1,20/1,25 V | 65 W  | AM2    | August 2006       | ADO3600IAA4CU               |
| 3800+               | F2       | 2,0 GHz  | 2× 512 kB  | 1,0 GHz | 10×   | 1,30/1,35 V | 89 W  | AM2    | 23. Mai 2006      | ADA3800IAA5CU               |
| 3800+ EE            | F2       | 2,0 GHz  | 2× 512 kB  | 1,0 GHz | 10×   | 1,20/1,25 V | 65 W  | AM2    | 23. Mai 2006      | ADO3800IAA5CS ADO3800IAA5CU |
| 3800+ EE            | F3       | 2,0 GHz  | 2× 512 kB  | 1,0 GHz | 10×   | 1,20/1,25 V | 65 W  | AM2    | 20. Februar 2007  | ADO3800IAA5CZ               |
| 3800+ EE SFF        | F2       | 2,0 GHz  | 2× 512 kB  | 1,0 GHz | 10×   | 1,075/1,1 V | 35 W  | AM2    | 23. Mai 2006      | ADD3800IAA5CU ADD3800IAT5CU |
| 4000+               | F2       | 2,0 GHz  | 2× 1024 kB | 1,0 GHz | 10×   | 1,30/1,35 V | 89 W  | AM2    | 23. Mai 2006      | ADA4000IAA6CS               |
| 4000+ EE            | F2       | 2,0 GHz  | 2× 1024 kB | 1,0 GHz | 10×   | 1,20/1,25 V | 65 W  | AM2    | 23. Mai 2006      | ADO4000IAA6CS               |
| 4200+               | F2       | 2,2 GHz  | 2× 512 kB  | 1,0 GHz | 11×   | 1,30/1,35 V | 89 W  | AM2    | 23. Mai 2006      | ADA4200IAA5CU               |
| 4200+ EE            | F2       | 2,2 GHz  | 2× 512 kB  | 1,0 GHz | 11×   | 1,20/1,25 V | 65 W  | AM2    | 23. Mai 2006      | ADO4200IAA5CU               |
| 4400+               | F2       | 2,2 GHz  | 2× 1024 kB | 1,0 GHz | 11×   | 1,30/1,35 V | 89 W  | AM2    | 23. Mai 2006      | ADA4400IAA6CS               |
| 4400+ EE            | F2       | 2,2 GHz  | 2× 1024 kB | 1,0 GHz | 11×   | 1,20/1,25 V | 65 W  | AM2    | 23. Mai 2006      | ADO4400IAA6CS               |
| 4600+               | F2       | 2,4 GHz  | 2× 512 kB  | 1,0 GHz | 12×   | 1,30/1,35 V | 89 W  | AM2    | 23. Mai 2006      | ADA4600IAA5CU               |
| 4600+ EE            | F2       | 2,4 GHz  | 2× 512 kB  | 1,0 GHz | 12×   | 1,20/1,25 V | 65 W  | AM2    | 23. Mai 2006      | ADO4600IAA5CS ADO4600IAA5CU |
| 4600+ EE            | F3       | 2,4 GHz  | 2× 512 kB  | 1,0 GHz | 12×   | 1,20/1,25 V | 65 W  | AM2    | 20. Februar 2007  | ADO4600IAA5CZ               |
| 4800+               | F2       | 2,4 GHz  | 2× 1024 kB | 1,0 GHz | 12×   | 1,30/1,35 V | 89 W  | AM2    | 23. Mai 2006      | ADA4800IAA6CS               |
| 4800+ EE            | F2       | 2,4 GHz  | 2× 1024 kB | 1,0 GHz | 12×   | 1,20/1,25 V | 65 W  | AM2    | 23. Mai 2006      | ADO4800IAA6CS               |
| 5000+               | F2       | 2,6 GHz  | 2× 512 kB  | 1,0 GHz | 13×   | 1,30/1,35 V | 89 W  | AM2    | 23. Mai 2006      | ADA5000IAA5CS ADA5000IAA5CU |
| 5000+               | F3       | 2,6 GHz  | 2× 512 kB  | 1,0 GHz | 13×   | 1,30/1,35 V | 89 W  | AM2    |                   | ADA5000IAA5CZ               |
| 5000+ EE            | F3       | 2,6 GHz  | 2× 512 kB  | 1,0 GHz | 13×   | 1,20/1,25 V | 65 W  | AM2    | 20. Februar 2007  | ADO5000IAA5CZ               |
| 5200+               | F2       | 2,6 GHz  | 2× 1024 kB | 1,0 GHz | 13×   | 1,30/1,35 V | 89 W  | AM2    | 6. September 2006 | ADA5200IAA6CS               |
| 5200+               | F3       | 2,6 GHz  | 2× 1024 kB | 1,0 GHz | 13×   | 1,20/1,25 V | 89 W  | AM2    |                   | ADA5200IAA6CZ               |
| 5200+ EE            | F3       | 2,6 GHz  | 2× 1024 kB | 1,0 GHz | 13×   | 1,20/1,25 V | 65 W  | AM2    | 20. Februar 2007  | ADO5200IAA6CZ               |
| 5400+               | F3       | 2,8 GHz  | 2× 512 kB  | 1,0 GHz | 14×   | 1,30/1,35 V | 89 W  | AM2    | 12. Dezember 2006 | ADA5400IAA5CZ               |
| 5600+               | F3       | 2,8 GHz  | 2× 1024 kB | 1,0 GHz | 14×   | 1,30/1,35 V | 89 W  | AM2    | 12. Dezember 2006 | ADA5600IAA6CZ               |
| 6000+               | F3       | 3,0 GHz  | 2× 1024 kB | 1,0 GHz | 15×   | 1,35/1,40 V | 125 W | AM2    | 20. Februar 2007  | ADX6000IAA6CZ               |
| 6000+               | F3       | 3,0 GHz  | 2× 1024 kB | 1,0 GHz | 15×   | 1,30/1,35 V | 89 W  | AM2    | 20. August 2007   | ADA6000IAA6CZ               |
| 6400+ Black Edition | F3       | 3,2 GHz  | 2× 1024 kB | 1,0 GHz | 16×   | 1,35/1,40 V | 125 W | AM2    | 20. August 2007   | ADX6400IAA6CZ               |

## Brisbane
- Doppelkernprozessor
- Revision: G1, G2
- L1-Cache: je Kern 64 + 64 kB (Daten + Instruktionen)
- L2-Cache: je Kern 512 kB mit Prozessortakt
- Alle Modelle unterstützen MMX, Extended 3DNow!, SSE, SSE2, SSE3, NX-Bit, AMD64, Cool’n’Quiet und AMD-V
- Fertigungstechnik: 65 nm (SOI)
- Die-Größe: 118 mm² bei 221 Millionen Transistoren

| Modellnummer        | Revision | Frequenz | L2-Cache  | HT      | Multi | Vcore         | TDP  | Sockel | Einführungsdatum   | Teilenummer                 |
| ------------------- | -------- | -------- | --------- | ------- | ----- | ------------- | ---- | ------ | ------------------ | --------------------------- |
| 3600+               | G1       | 1,9 GHz  | 2× 512 kB | 1,0 GHz | 9,5×  | 1,2–1,3 V     | 65 W | AM2    | Januar 2007        | ADO3600IAA5DD ADO3600IAA5DL |
| 4000+               | G1       | 2,1 GHz  | 2× 512 kB | 1,0 GHz | 10,5× | 1,25–1,325 V  | 65 W | AM2    | 5. Dezember 2006   | ADO4000IAA5DD               |
| 4200+               | G1       | 2,2 GHz  | 2× 512 kB | 1,0 GHz | 11×   | 1,25–1,325 V  | 65 W | AM2    | 2007               | ADO4200IAA5DD               |
| 4200+               | G2       | 2,2 GHz  | 2× 512 kB | 1,0 GHz | 11×   | 1,25–1,35 V   | 65 W | AM2    | 2007               | ADO4200IAA5DO               |
| 4400+               | G1       | 2,3 GHz  | 2× 512 kB | 1,0 GHz | 11,5× | 1,25–1,325 V  | 65 W | AM2    | 5. Dezember 2006   | ADO4400IAA5DD               |
| 4400+               | G2       | 2,3 GHz  | 2× 512 kB | 1,0 GHz | 11,5× | 1,325–1,375 V | 65 W | AM2    | 8. Oktober 2007    | ADO4400IAA5DO ADO4400IAA5DU |
| 4600+               | G2       | 2,4 GHz  | 2× 512 kB | 1,0 GHz | 12×   | 1,325–1,375 V | 65 W | AM2    | 22. April 2008     | ADO4600IAA5DO               |
| 4800+               | G1       | 2,5 GHz  | 2× 512 kB | 1,0 GHz | 12,5× | 1,3–1,35 V    | 65 W | AM2    | 5. Dezember 2006   | ADO4800IAA5DD               |
| 4800+               | G2       | 2,5 GHz  | 2× 512 kB | 1,0 GHz | 12,5× | 1,325–1,375 V | 65 W | AM2    | 8. Oktober 2007    | ADO4800IAA5DO               |
| 5000+               | G1       | 2,6 GHz  | 2× 512 kB | 1,0 GHz | 13×   | 1,3–1,35 V    | 65 W | AM2    | 5. Dezember 2006   | ADO5000IAA5DD               |
| 5000+               | G2       | 2,6 GHz  | 2× 512 kB | 1,0 GHz | 13×   | 1,325–1,375 V | 65 W | AM2    | 8. Oktober 2007    | ADO5000IAA5DO ADO5000IAA5DU |
| 5000+ Black Edition | G2       | 2,6 GHz  | 2× 512 kB | 1,0 GHz | 13×   | 1,25–1,35 V   | 65 W | AM2    | 25. September 2007 | ADO5000IAA5DS               |
| 5000B               | G2       | 2,6 GHz  | 2× 512 kB | 1,0 GHz | 13×   | 1,325–1,375 V | 65 W | AM2    | 28. April 2008     | ADO500BIAA5DO               |
| 5200+               | G1       | 2,7 GHz  | 2× 512 kB | 1,0 GHz | 13,5× | 1,25–1,35 V   | 65 W | AM2    | 2007               | ADO5200IAA5DD               |
| 5200+               | G2       | 2,7 GHz  | 2× 512 kB | 1,0 GHz | 13,5× | 1,325–1,375 V | 65 W | AM2    | 8. Oktober 2007    | ADO5200IAA5DO               |
| 5200B               | G2       | 2,7 GHz  | 2× 512 kB | 1,0 GHz | 13,5× | 1,325–1,375 V | 65 W | AM2    | 28. April 2008     | ADO520BIAA5DO               |
| 5400+               | G2       | 2,8 GHz  | 2× 512 kB | 1,0 GHz | 14×   | 1,325–1,375 V | 65 W | AM2    | Januar 2008        | ADO5400IAA5DO               |
| 5400+ Black Edition | G2       | 2,8 GHz  | 2× 512 kB | 1,0 GHz | 14×   | 1,10–1,35 V   | 65 W | AM2    | August 2008        | ADO5400IAA5DS               |
| 5400B               | G2       | 2,8 GHz  | 2× 512 kB | 1,0 GHz | 14×   | 1,30–1,35 V   | 65 W | AM2    | 28. April 2008     | ADO540BIAA5DO               |
| 5600+               | G2       | 2,9 GHz  | 2× 512 kB | 1,0 GHz | 14,5× | 1,30–1,35 V   | 65 W | AM2    | Februar 2008       | ADO5600IAA5DO               |
| 5600+               | G2       | 2,9 GHz  | 2× 512 kB | 1,0 GHz | 14,5× | 1,325–1,375 V | 89 W | AM2    | 2008               | ADA5600IAA5DO               |
| 5600B               | G2       | 2,9 GHz  | 2× 512 kB | 1,0 GHz | 14,5× | 1,10–1,35 V   | 65 W | AM2+   | August 2008        | ADO560BIAA5DO               |
| 5800+               | G2       | 3,0 GHz  | 2× 512 kB | 1,0 GHz | 15×   | 1,30–1,35 V   | 89 W | AM2    | April 2008         | ADA5800IAA5DO               |
| 6000+               | G2       | 3,1 GHz  | 2× 512 kB | 1,0 GHz | 15,5× | 1,10–1,40 V   | 89 W | AM2    | Juni 2008          | ADV6000IAA5DO               |